# Murduk
Murduk (arab. مردك) – miejscowość w Syrii, w muhafazie As-Suwajda. W 2004 roku liczyła 2891 mieszkańców.